# Acrocercops ustulatella
Acrocercops ustulatella är en fjärilsart som först beskrevs av Henry Tibbats Stainton 1859.  Acrocercops ustulatella ingår i släktet Acrocercops och familjen styltmalar.
Artens utbredningsområde är Sri Lanka. Inga underarter finns listade i Catalogue of Life.